# ブリーダーズ・スタリオン・ステーション
ブリーダーズ・スタリオン・ステーションは、北海道沙流郡日高町富川東で種牡馬を繋養している牧場である。運営は株式会社サラブレッド・ブリーダーズ・クラブが行っている。

## 主な繋養種牡馬

### 2025年度
| 馬名                   | 移動元                     | 供用期間 | 移動先 |
| ---------------------- | -------------------------- | -------- | ------ |
| アルアイン             |                            | 2020年 - |        |
| キセキ                 |                            | 2022年 - |        |
| グレーターロンドン     |                            | 2019年 - |        |
| グローリーヴェイズ     |                            | 2023年 - |        |
| コパノリッキー         |                            | 2018年 - |        |
| サトノアラジン         | 社台スタリオンステーション | 2023年 - |        |
| サトノダイヤモンド     | 社台スタリオンステーション | 2024年 - |        |
| ジャスタウェイ         | 社台スタリオンステーション | 2021年 - |        |
| ジャスティンミラノ     |                            | 2025年 - |        |
| シュヴァルグラン       |                            | 2020年 - |        |
| セイントアレックス     |                            | 2014年 - |        |
| ダノンスマッシュ       |                            | 2022年 - |        |
| ドライスタウト         |                            | 2025年 - |        |
| ピクシーナイト         |                            | 2024年 - |        |
| フィエールマン         |                            | 2021年 - |        |
| フォーウィールドライブ |                            | 2021年 - |        |
| ブラックタイド         |                            | 2009年 - |        |
| プロミストウォリア     |                            | 2025年 - |        |
| リアルスティール       | 社台スタリオンステーション | 2024年 - |        |
| リオンディーズ         |                            | 2017年 - |        |

### 過去に繋養されていた種牡馬
- アサクサキングス（2012-2016年）[1]
- アッミラーレ（2012-2016年）／白馬牧場へ移動[2]
- アスワン（1992年頃）
- アーネストリー（2013-2015年）／アロースタッドへ移動
- アフリート（1995年-2014年）
- アドマイヤジャパン（2007年 - 2013年）
- アドマイヤマックス（2008-2009年）／ビッグレッドファームへ移動
- アサクサデンエン（2008年-2012年）
- アンライバルド（2012年 - 2018年、2021年 - 2025年）／死亡
- ヴァーミリアン（2014-2016年）／イーストスタッドへ移動[3]
- エアジハード（2003年-2004年、2008年-2011年）
- カンパニー（2014-2015年）／本田土寿牧場へ移動
- スターキングマン（2008年-2011年）
- ブラックタキシード（2002年-2009年、2011年）
- ラスカルスズカ（2004年-2010年）
- バブルガムフェロー（2004年-2010年）
- ソウルオブザマター（1997年-2010年）
- アロングオール（1992年頃）
- イーグルカフェ（2005-2007年）／ビッグレッドファームへ移動
- エアエミネム（2004-2008年）／フランスへ輸出
- エアシャカール（2003年）／死亡
- エアスマップ（2003-2004年）／韓国へ輸出
- グラスワンダー（2007-2016年）／ビッグレッドファームへ移動[4]
- シェイディハイツ（1992年頃）
- シリウスシンボリ（1992年頃）
- スウェプトオーヴァーボード（2008年 - 2017年）
- スターオブコジーン（1995-2008年）／レックススタッドへ移動
- スウィフトカレント（2010年 - 2013年）
- ステイゴールド（2002年-2003年、2006年-2007年、2010年-2011年、2014年-2015年[注釈 1]）
- スペシャルウィーク（2012年）／社台スタリオンステーションへ移動
- スリルショー（-2000年）／中国へ輸出
- スリリングサンデー（2004-2009年）／イーストスタッドへ移動
- ソヴィエトスター（1995-1999年）／アイルランドヘ輸出
- ターゴワイス（1992年頃）
- ダイタクサージャン
- ダイタクリーヴァ（2003年-2007年、2011年-2012年）
- タップダンスシチー（2006年-2011年）
- タヤスツヨシ（2005-2008年）／死亡
- ダンスオブショー
- ダンスインザダーク（2012年-2014年）
- デュランダル（2011年-2013年）／死亡
- トロットサンダー（1997-2004年）／死亡
- トワイニング（2009年 - 2015年）／死亡[5]
- ハイアーゲーム（2010年-2012年） ／ビッグレッドファームへ移動
- バイアモン（1992年頃）
- フォティテン（1992年頃）
- フサイチコンコルド（2005年-2011年）
- ブラックホーク（2007年-2011年）
- ベリファ（1992年頃）
- ベルシャザール（2017年 - 2021年）／東北牧場へ移動
- ボーンキング（2006-2008年）／フランスへ輸出
- マチカネタンホイザ（1996年-2006年）／待兼牧場へ移動
- メジロアルダン（-2000年）／中国へ輸出
- ミュゲロワイヤル（1992年頃）
- ミラクルアドマイヤ（2004-2008年）
- ニチドウアラシ（1992年頃）
- ナカヤマフェスタ（2012-2017年）
- ローズキングダム（2014-2018年）
- トーセンホマレボシ（2013年-2018年）
- シンボリクリスエス（2016年-2019年） ／シンボリ牧場へ移動
- ヴィクトワールピサ（2018-2020年）／トルコへ輸出[6]
- グランデッツァ（2016年-2020年）／モモセライディングファームへ移動（種牡馬引退）
- サイレントディール（2009年-2020年）／ホーストラスト北海道へ移動（種牡馬引退）
- シビルウォー[7]（2015年-2020年）／白井牧場へ移動
- ジャングルポケット（2013年-2020年）／（種牡馬引退）
- スピルバーグ（2019年-2020年）／イーストスタッドへ移動
- ゼンノロブロイ（2016年-2020年）／村上欽哉牧場へ移動
- トーセンジョーダン（2015年-2020年）／エスティファームへ移動
- ダノンシャーク（2017年 - 2021年）
- サトノアレス（2020-2022年）／トルコへ輸出
- トーセンラー（2017年 - 2018年、2021年 - 2022年）／レックススタッドと2年おきにシャトル運用
- ストロングリターン(2014年 - 2023年）
- ディープブリランテ(2019年 - 2023年）
- マテラスカイ（2022年 - 2024年）
- ラブリーデイ（2017年 - 2024年）